# Welyka Pyssariwka
Welyka Pyssariwka (ukrainisch Велика Писарівка; russisch Великая Писаревка Welikaja Pissarewka, polnisch Pisarówka) ist eine Siedlung städtischen Typs im Südosten der Oblast Sumy in der Ukraine unmittelbar an der Grenze zur russischen Oblast Belgorod mit etwa 4400 Einwohnern (2016).

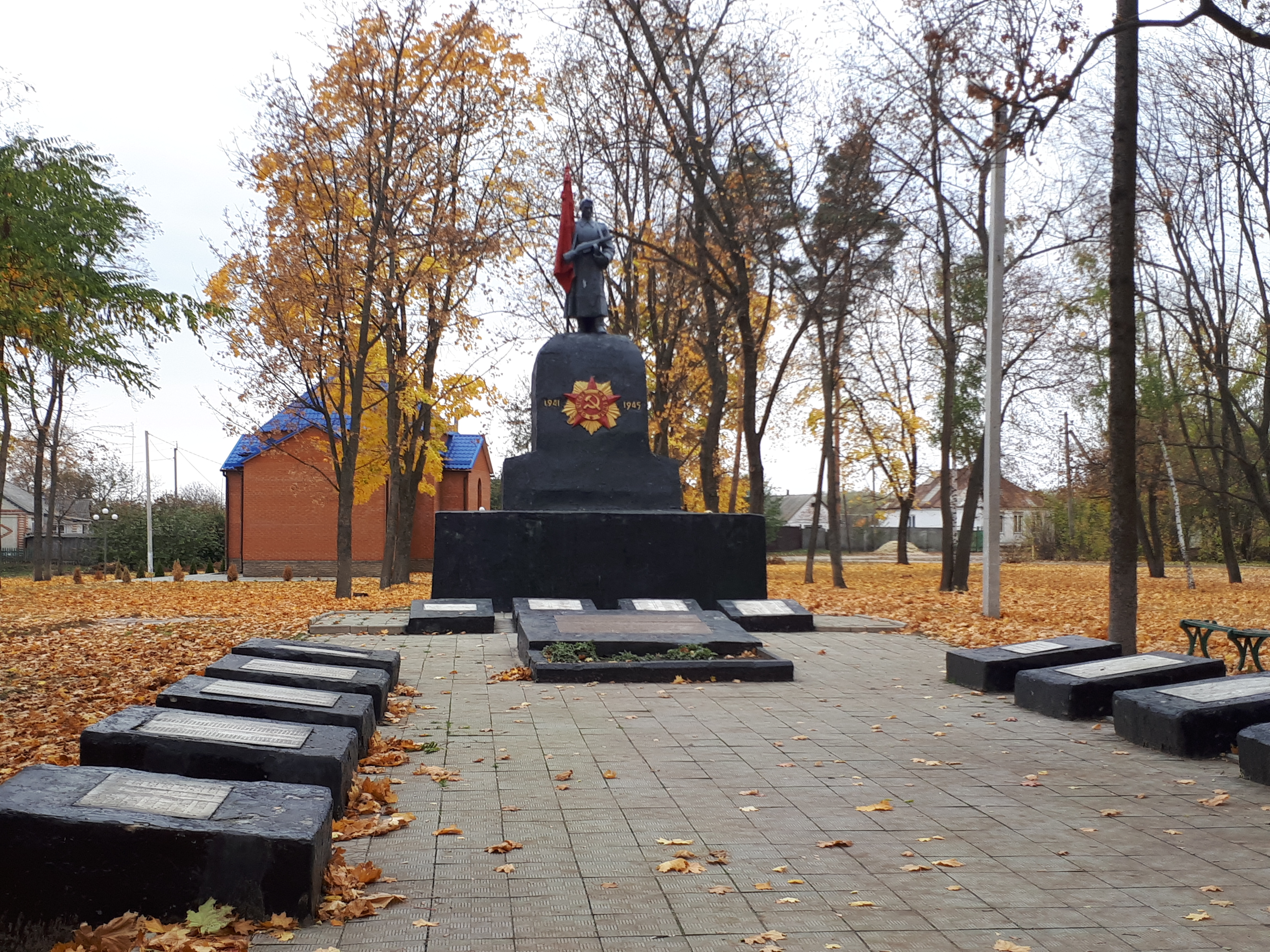
Denkmal im Ort

Welyka Pyssariwka wurde 1709 gegründet und war bis Juli 2020 das Verwaltungszentrum des gleichnamigen Rajons Welyka Pyssariwka, seit 1959 hat sie den Status einer Siedlung städtischen Typs.

## Geographie
Welyka Pyssariwka liegt am Ufer der Worskla etwa 90 km südöstlich vom Oblastzentrum Sumy, an der Regionalstraße P 45. Die russische Kleinstadt Graiworon liegt 18 km nordöstlich der Siedlung.

## Verwaltungsgliederung
Am 12. Juni 2020 wurde die Siedlung zum Zentrum der neugegründeten Siedlungsgemeinde Welyka Pyssariwka (Великописарівська селищна громада/Welykopyssariwska selyschtschna hromada). Zu dieser zählten auch die 23 in der untenstehenden Tabelle aufgelisteten Dörfer, bis dahin bildete sie zusammen mit dem Dorf Ponomarenky die gleichnamige Siedlungsgemeinde Welyka Pyssariwka (Великописарівська селищна рада/Welykopyssariwska selyschtschna rada) im Osten des Rajons Welyka Pyssariwka.
Am 17. Juli 2020 kam es im Zuge einer großen Rajonsreform zum Anschluss des Rajonsgebietes an den Rajon Ochtyrka.
Folgende Orte sind neben dem Hauptort Welyka Pyssariwka Teil der Gemeinde:
| Name                     | Name                | Name                                         |
| ukrainisch transkribiert | ukrainisch          | russisch                                     |
| ------------------------ | ------------------- | -------------------------------------------- |
| Bratenyzja               | Братениця           | Братеница (Brateniza)                        |
| Dobrjanske               | Добрянське          | Добрянское (Dobrjanskoje)                    |
| Druschba                 | Дружба              | Дружба                                       |
| Dmytriwka                | Дмитрівка           | Дмитровка (Dmitrowka)                        |
| Jamne                    | Ямне                | Ямное (Jamnoje)                              |
| Jisdezke                 | Їздецьке            | Ездецкое (Jesdezkoje)                        |
| Kopijky                  | Копійки             | Копейки (Kopeiki)                            |
| Luhiwka                  | Лугівка             | Луговка (Lugowka)                            |
| Lukaschiwka              | Лукашівка           | Лукашовка (Lukaschowka)                      |
| Oleksandriwka            | Олександрівка       | Александровка (Alexandrowka)                 |
| Ponomarenky              | Пономаренки         | Пономаренки (Ponomarenki)                    |
| Popiwka                  | Попівка             | Поповка (Popowka)                            |
| Poschnja                 | Пожня               | Пожня                                        |
| Rossoschi                | Розсоші             | Россоши (Rossoschi)                          |
| Schewtschenkowe          | Шевченкове          | Шевченково (Schewtschenkowo)                 |
| Schurowe                 | Шурове              | Шурово (Schurowo)                            |
| Schyrokyj Bereh          | Широкий Берег       | Широкий Берег (Schiroki Bereg)               |
| Spirne                   | Спірне              | Спорное (Spornoje)                           |
| Stanytschne              | Станичне            | Станичное (Stanitschnoje)                    |
| Strilezka Puschkarka     | Стрілецька Пушкарка | Стрелецкая Пушкарка (Strelezkaja Puschkarka) |
| Sydorowa Jaruha          | Сидорова Яруга      | Сидорова Яруга (Sidorowa Jaruga)             |
| Tarassiwka               | Тарасівка           | Тарасовка (Tarassowka)                       |
| Wilne                    | Вільне              | Вольное (Wolnoje)                            |